# Dietrich Brüggemann
Pour les articles homonymes, voir Brüggemann.
Dietrich Brüggemann est un vidéaste et cinéaste allemand, réalisateur, metteur en scène et scénariste, né à Munich le 23 février 1976 et vivant à Berlin.

## Biographie
Diplômé de la grande école du cinéma et de télévision Hochschule für Film und Fernsehen de Potsdam (2000-2006), il travaille avec sa sœur Anna Brüggemann.
En 2013 il a reçu le Prix Findling.

## Filmographie (sélection)
- 2004 : Mehr Licht (cm)
- 2004 : Warum läuft Herr V. Amok? (cm)
- 2006 : Neuf scènes (Neun Szenen)
- 2007 : Kookaburra – Der Comedy Club (série télévisée)
- 2010 : Cours, si tu peux (Renn, wenn du kannst)'
- 2011 : One Shot (cm)[1]
- 2012 : Trois pièces, cuisine, bains (3 Zimmer/Küche/Bad)
- 2014 : Chemin de croix (Kreuzweg), lauréat de l'Ours du meilleur scénario et du prix œcuménique à la Berlinale 2014)
- 2015 : Heil
- 2021 : Nö